# أرون براون (سياسي)
أرون براون (بالإنجليزية: Aaron V. Brown) (و. 1795 – 1859 م) هو سياسي، ومحامي أمريكي، ولد في مقاطعة برونزويك، كان عضوًا في الحزب الديمقراطي، توفي في واشنطن، عن عمر يناهز 64 عاماً.

## مناصب
تولى منصب عضو مجلس النواب الأمريكي
- عضو مجلس نواب تينيسي
- عضو مجلس ولاية تينيسي
- حاكم تينيسي  [لغات أخرى]‏

.

## التعليم
تعلم في جامعة ولاية كارولينا الشمالية في تشابل هيل
.